# Beiguornis
Beiguornis — рід птахів з ранньокрейдової формації Longjiang у Внутрішній Монголії, Китай. Рід містить один вид, Beiguornis khinganensis. Beiguornis — перший і єдиний енантіорнітиновий птах, відомий із формації Лунцзян. У філогенетичному аналізі, проведеному авторами опису, Beiguornis утворив монофілетичну групу з Sulcavis і Zhouornis.

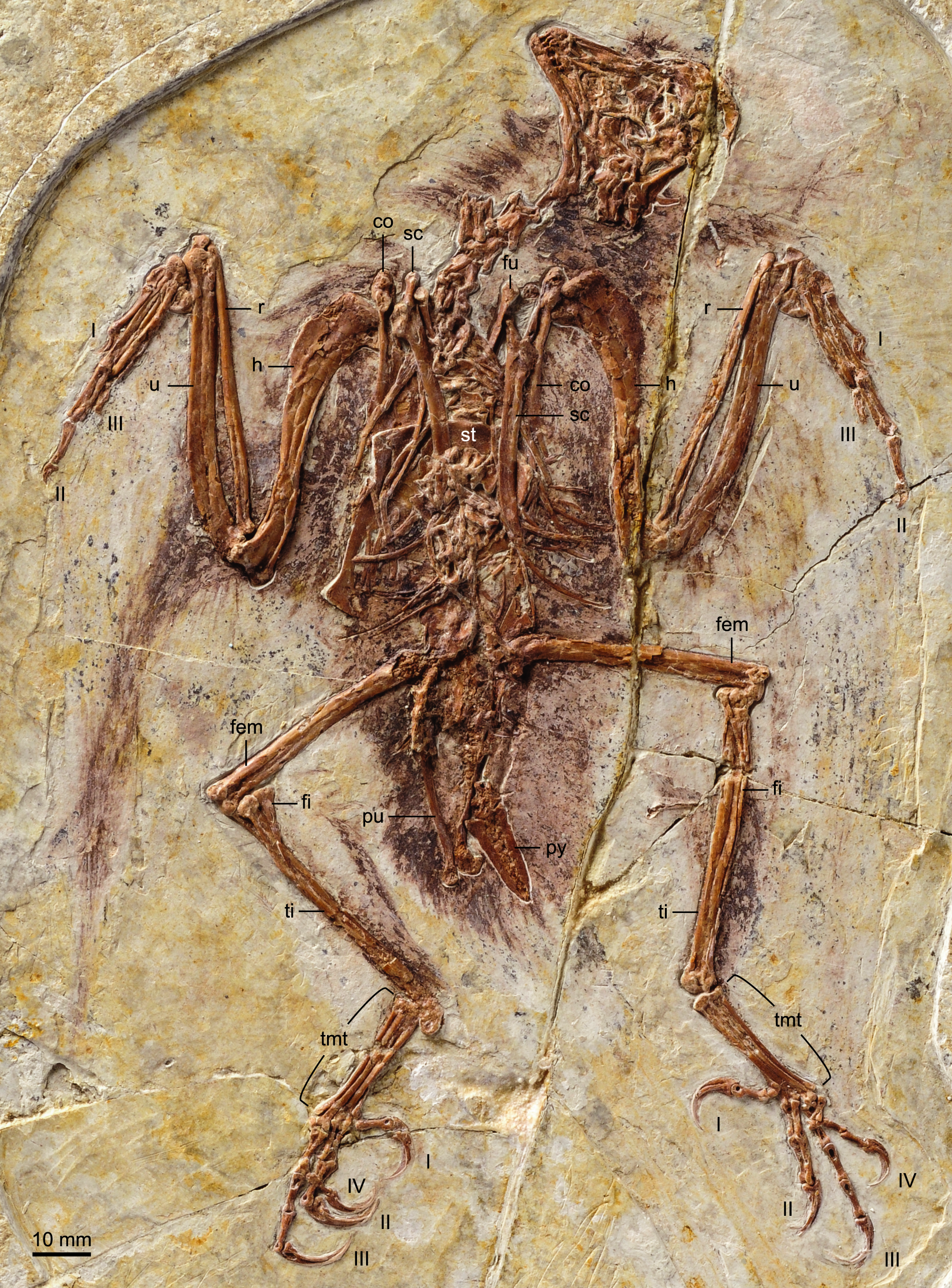
Голотип спорідненого Zhouornis